# Catathelasma imperiale
Catathelasma imperiale es un hongo basidiomiceto de la familia Tricholomataceae. Su seta es comestible. Es un hongo escaso, y aflora en latitudes elevadas, en zonas montañosas y subalpinas. Su basónimo es Agaricus imperialis Fr. 1845. Su epíteto específico, imperiale, significa "imperial", y guarda relación con el tamaño de su seta.

## Descripción
Su seta, o cuerpo fructífero, presenta un sombrerillo de entre 5 y 16 centímetros de diámetro que, en ejemplares muy desarrollados, puede alcanzar los 20 centímetros, con borde ondulado y curvado hacia adentro. En setas viejas, a menudo presenta desgarros. Su cutícula es de color amarillo parduzco o marrón, seca y suele conservar trozos del velo universal. Inicialmente es semiesférico, para pasar a adoptar forma convexa más tarde y aplanándose finalmente. Las láminas se distribuyen de forma tupida. Son estrechas y decurrentes, y de color blancuzco al principio y marrón claro con el borde oscuro en ejemplares maduros. Su carne es blanca y dura, y su olor recuerda al del pepino. El pie es de color ocre, presenta una superficie de textura escamosa, y mide entre 3 y 5 centímetros de diámetro, y hasta 15 centímetros de altura. Se ancla en el suelo con una base puntiaguda. Tiene dos anillos, correspondiendo el inferior al resto del velo universal y el superior al velo parcial. La esporada es blanca.